# Tamarivka, Ripkî
Tamarivka (în ucraineană Тамарівка) este un sat în comuna Pușkari din raionul Ripkî, regiunea Cernihiv, Ucraina.

## Demografie
Componența lingvistică a localității Tamarivka
     Ucraineană (98,73%)
     Rusă (1,27%)
Conform recensământului din 2001, majoritatea populației localității Tamarivka era vorbitoare de ucraineană (98,73%), existând în minoritate și vorbitori de rusă (1,27%).